# Tarnowa (gmina Tuliszków)
Tarnowa – wieś w Polsce położona w województwie wielkopolskim, w powiecie tureckim, w gminie Tuliszków.
W latach 1975–1998 miejscowość należała administracyjnie do województwa konińskiego.